# Niekazanice

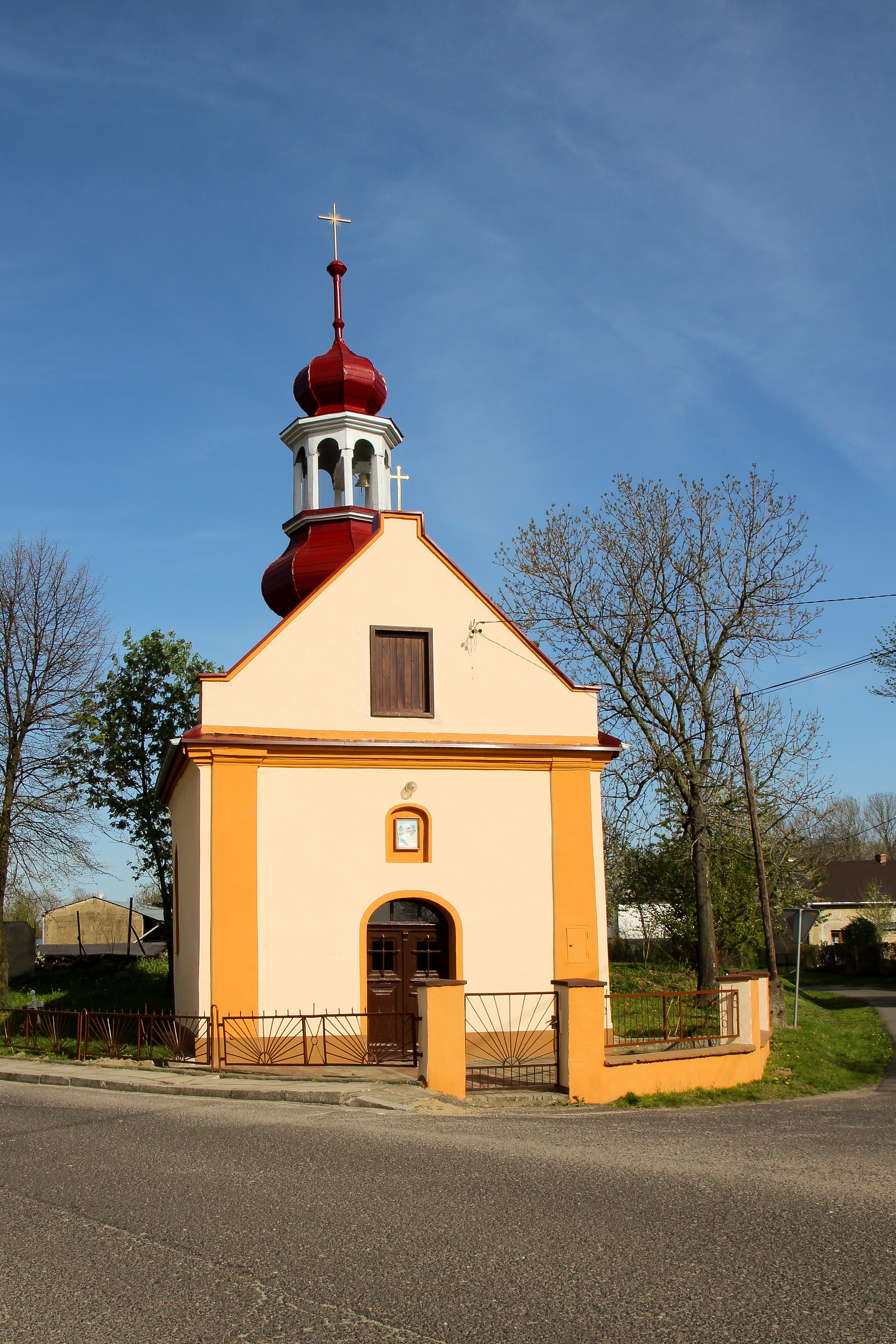
Kapelle

Niekazanice (deutsch Osterwitz, 1936–1945 Osterdorf, tschechisch Nekázanice) ist ein Ort in der Landgemeinde Branice im Powiat Głubczycki der Woiwodschaft Opole (Oppeln) in Polen. Zu Niekazanice gehört der Weiler Niekazanice-Kałduny (Kaldaun).

## Geographie
Das Angerdorf Niekazanice liegt fünf Kilometer östlich von Branice (Branitz), 20 Kilometer südlich von Głubczyce (Leobschütz) und 83 Kilometer südlich von Opole (Oppeln) in der Nizina Śląska (Schlesische Tiefebene). Durch den Ort verläuft die Droga wojewódzka 419.
Nachbarorte von Niekazanice sind im Westen  Branice (Branitz), im Norden Wódka (Hochkretscham), im Osten Nasiedle (Nassiedle) und Südosten Gródczany (Hratschein).

## Geschichte
„Nekazanicz“ wurde 1361 erstmals urkundlich erwähnt. Es gehörte zum Herzogtum Troppau und wurde bei dessen Teilung 1377 dem Herzogtum Leobschütz eingegliedert. 1422 und 1467 ist es in der Schreibweise Nekazanicze belegt. Der Ortsname leitet sich vom slawischen Namen Nekazan ab, das Dorf des Nekazan.
Nach dem Ersten Schlesischen Krieg 1742 fiel Osterwitz mit dem größten Teil Schlesiens an Preußen. 1798 wurde im Ort eine Schule errichtet. Ab 1816 gehörte die Landgemeinde Osterwitz zum Landkreis Leobschütz, mit dem es bis 1945 verbunden blieb. 1845 bestanden im Dorf eine katholische Schule, eine Brennerei, eine Brauerei und 107 Häuser. Die damalige Einwohnerzahl wurde mit 548 angegeben. 1861 wurden für Osterwitz 17 Bauern-, 14 Gärtner- und 67 Häuslerstellen gezählt. Am 29. Mai 1865 wurde Osterwitz nach einem starken Unwetter großflächig überflutet. Durch starken Hagel wurde ein Großteil der umliegenden Obstplantagen zerstört. 1874 wurde der Amtsbezirk Kaldaun gebildet, dem die Landgemeinden Hochkretscham, Kaldaun und Osterwitz und der Gutsbezirk Kaldaun eingegliedert wurden.
Bei der Volksabstimmung in Oberschlesien am 20. März 1921 stimmten in Osterwitz 419 Personen für einen Verbleib bei Deutschland und zwei für Polen. Osterwitz verblieb mit dem gesamten Stimmkreis Leobschütz beim Deutschen Reich. 1933 wurden 701 Einwohner gezählt. 1936 waren es 661 Einwohner. Am 12. Juni 1936 wurde der Ort in Osterdorf umbenannt und am 1. April 1937 wurde Kaldaun nach Osterdorf eingemeindet.
Als Folge des Zweiten Weltkriegs fiel Osterwitz 1945 mit dem größten Teil Schlesiens an Polen und wurde in Niekazanice umbenannt. Im Sommer 1946 wurde die einheimische deutsche Bevölkerung, soweit sie nicht vorher geflohen war, weitgehend vertrieben. Die neu angesiedelten Bewohner waren teilweise Zwangsumgesiedelte aus Ostpolen, das an die Sowjetunion gefallen war.
Von 1945 bis 1950 gehörte Niekazanice zur Woiwodschaft Schlesien. Anschließend wurde es der Woiwodschaft Opole zugeteilt. Seit 1999 gehört es zum wiederbegründeten Powiat Głubczycki.

## Sehenswürdigkeiten
- Barocke Wegekapelle mit Zwiebelhaube und Laterne, errichtet 1730.[5]
- Steinernes Flurkreuz

## Persönlichkeiten
- Hermann Richtarsky (1857–1944), deutscher Landwirt und Politiker – verstarb in Osterdorf